# Хруслянкі-Мазановські
Хруслянкі-Мазановські (пол. Chruślanki Mazanowskie) — село в Польщі, у гміні Юзефув-над-Віслою Опольського повіту Люблінського воєводства.
Населення — 160 осіб (2011).

## Демографія
Демографічна структура станом на 31 березня 2011 року:
|          | Загалом | Допрацездатний вік | Працездатний вік | Постпрацездатний вік |
| -------- | ------- | ------------------ | ---------------- | -------------------- |
| Чоловіки | 76      | 14                 | 53               | 9                    |
| Жінки    | 84      | 14                 | 43               | 27                   |
| Разом    | 160     | 28                 | 96               | 36                   |